# Паласио Мунисипаль де Депортес де Гранада
Паласио Мунисипаль де Депортес де Гранада (исп. Palacio Municipal de Deportes de Granada; дословно Муниципальный дворец спорта Гранады) — крытая спортивная арена, расположенная в городе Гранада (Испания). Её вместимость составляет 9 000 зрителей, открыта она была в 1991 году. Арена являлась домашней для баскетбольного клуба «Гранада» до 2012 года, когда команда прекратила своё существование.
Арена принимала у себя все матчи Чемпионата Европы по мини-футболу в 1999 году, в 2007 году здесь проходили матчи группы А в рамках Чемпионат Европы по баскетболу, в которых между собой играли сборные России, Греции, Сербии и Израиля.
В 2014 году арена приняла у себя матчи группы А в рамках Чемпионата мира по баскетболу, включая 5 игр хозяев турнира: сборной Испании.